# Charles Stewart Todd

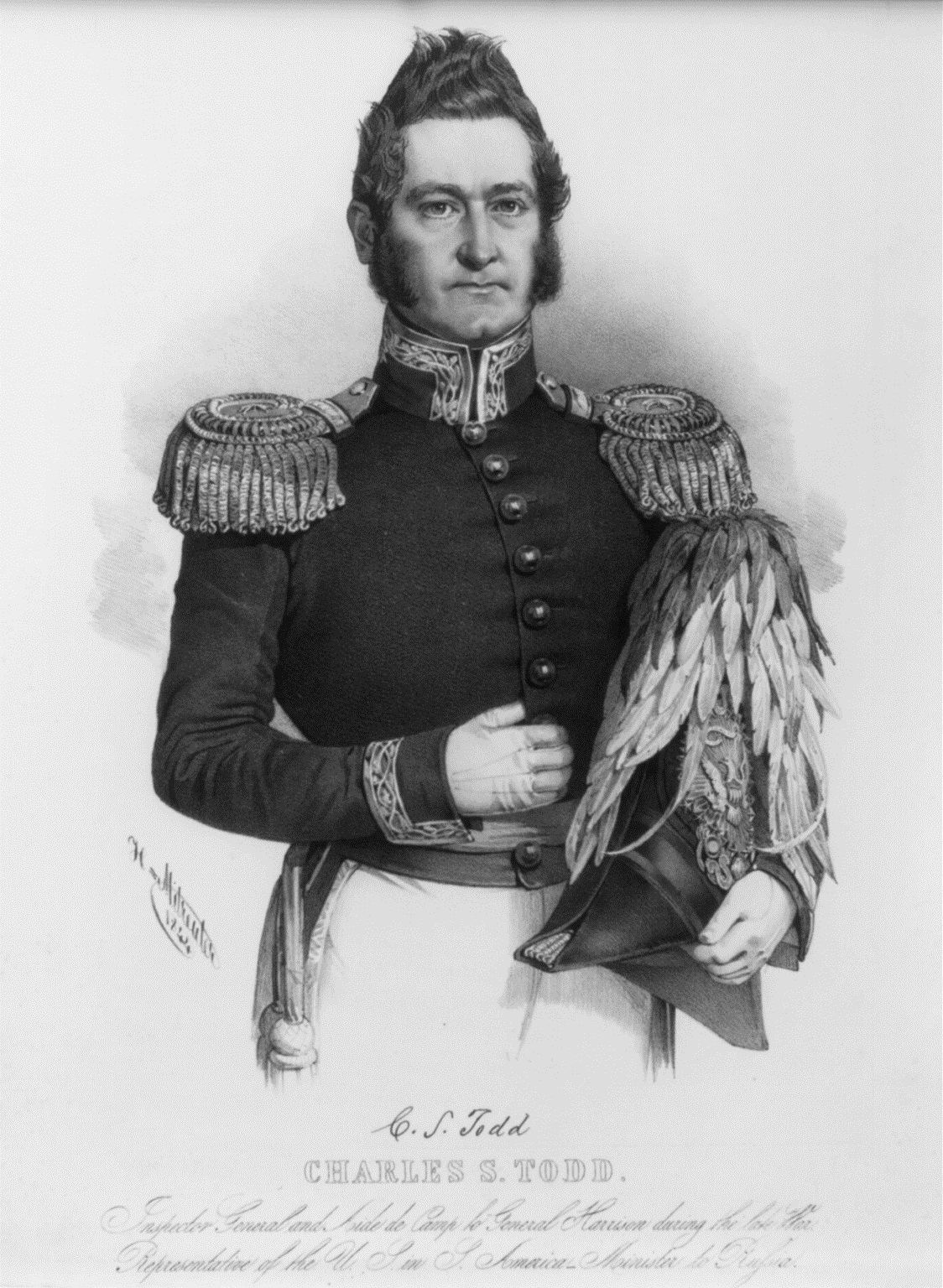
Charles S. Todd während dem Krieg von 1812

Charles Stewart Todd (* 22. Januar 1791 in Danville; † 16. Mai 1871 in Baton Rouge) war ein US-amerikanischer Offizier und Politiker.

## Leben
Todd absolvierte den College of William and Mary 1809, worauf er Jura studierte und in Lexington eine Kanzlei eröffnete. Nachdem der Krieg von 1812 ausbrach, schloss Todd seine Kanzlei und meldete sich am 15. August 1812 freiwillig. Am 3. Dezember wurde er zu einem Aide-de-camp von William Henry Harrison, worauf er im Mai 1813 zum Captain befördert wurde. In Folge der Schlacht am Thames River wurde er zum Major befördert und zum Inspector General und zum Adjutant General ernannt. Später wurde er Colonel in der State Militia von Kentucky. Unter den Gouverneuren George Madison und Gabriel Slaughter war er von 1816 bis 1818 der Secretary of State von Kentucky. 1818 wurde er in den Repräsentantenhaus von Kentucky gewählt, worauf er ab 1820 Confidential Agent in Kolumbien und Venezuela war. Nach seiner Rückkehr arbeitete er als Plantagenbesitzer, Anwalt und Zeitungseditor. Von 1841 bis 1846 war er Botschafter im Russischen Kaiserreich. Während des Sezessionskrieges erregte er Aufmerksamkeit, als er mit 71 darum bat, in der Unionsarmee dienen zu dürfen.
Er war der Sohn von Thomas Todd und heiratete Letitia Shelby, die Tochter von Isaac Shelby.